# Список национальных и природных парков Таджикистана
По состоянию на 2004 год все природоохранные территории Таджикистана занимают суммарную площадь 3,1 млн га. или 22 % территории республики и включают в себя 4 — заповедника общей площадью 173418 га, 13 — заказников на площади 313260 га, 2 — национальных парка общей площадью 3,1 млн га, 1 — историко-природный парк — 3000 га и 1 — природный парк 3805 га. Национальные парки управляются Министерством охраны природы Республики Таджикистан (МОП РТ).

## Список парков
| # | Название                                                            | Год создания | Площадь, га | Область                                               |
| - | ------------------------------------------------------------------- | ------------ | ----------- | ----------------------------------------------------- |
| 1 | Таджикский национальный парк (тадж. Боғи миллии Тоҷикистон)         | 1992         | 2,6 млн га  | Горно-Бадахшанская Автономная область, Лахш и Сангвор |
| 2 | Историко-природный парк Ширкент (тадж. Боғи таърихию табии Ширкент) | 1991         |             | Турсунзадевский район                                 |
| 3 | Сари-Хосорский природный парк (тадж. Боғи табии Сари Хосор)         |              |             | Хатлонская область                                    |
| 4 | Ягнобский национальный парк                                         | 2019         |             | Согдийская область, Айнинский район                   |